# مايك دوس سانتوس
مايك دوس سانتوس (بالبرتغالية: Maik Santos) مواليد 6 سبتمبر 1980 في ساو باولو، هو لاعب كرة يد برازيلي يلعب كحارس مرمى. مثل منتخب البرازيل لكرة اليد. شارك في دورة الألعاب الأولمبية الصيفية سنة 2008. حقق المركز الأول في دورة الألعاب الأمريكية 2015.

## سجل المنافسة
شارك في البطولات التالية:
- الألعاب الأولمبية الصيفية 2016

## الميداليات
| الميدالية | المسابقة                    |
| --------- | --------------------------- |
| ذهبية     | دورة الألعاب الأمريكية 2015 |
| فضية      | دورة الألعاب الأمريكية 2011 |

## روابط خارجية
- مايك دوس سانتوس على موقع أوليمبيديا (الإنجليزية)
- مايك دوس سانتوس على موقع اللجنة الأولمبية البرازيلية (البرتغالية)